# Climatización
La climatización consiste en crear unas condiciones de temperatura, humedad y limpieza del aire adecuadas para la comodidad y la calidad del aire interior dentro de los espacios habitados. 
La normativa española define climatización como: dar a un espacio cerrado las condiciones de temperatura, humedad relativa, calidad del aire y, a veces, también de presión, necesarias para el bienestar de las personas y/o la conservación de las cosas. Puede apreciarse que se ha abandonado cualquier referencia al aire acondicionado, por ser una expresión que, aunque correcta, puede prestarse a equívoco, ya que la mayoría de la gente parece entender que se refiere exclusivamente a la refrigeración (climatización de verano), aunque sería más lógico se refiriese al acondicionamiento del aire en todas las épocas, verano e invierno. 
Así pues, la climatización comprende tres factores fundamentales: la ventilación, la calefacción, o climatización de invierno, y la refrigeración o climatización de verano.
A partir de esta definición se desprende que el concepto climatización equivale a lo que en inglés se llama Heating, Ventilating and Air Conditioning, o por sus siglas HVAC, expresión en la que aparecen tres conceptos separados: ventilación y calefacción por un lado y aire acondicionado por otro, luego se supone que, en inglés, esto último se entiende exclusivamente como refrigeración. Para evitar la confusión que puede producir tomar la traducción inglesa literalmente, la norma española, evita el concepto aire acondicionado.
La climatización puede ser natural o artificial, aunque en lo que sigue se tratará exclusivamente de la artificial.

## Condicionantes de la climatización
La comodidad térmica, importante para el bienestar, está sujeta a dos factores: 
- El factor ambiental, que a su vez puede considerarse desde dos aspectos: 
  - El aire: Su temperatura, velocidad y humedad relativa.
  - El espacio: La temperatura radiante media de los paramentos del local considerado.
- El factor humano: La manera de vestir, la actividad y el tiempo durante el cual las personas permanecen en la misma situación, influyen sobre la comodidad térmica.

Una cuestión importante es que la respuesta en las personas puede ser muy variable, puesto que depende del gusto, la aclimatación o actividad realizada. Los otros factores pueden controlarse para ofrecer una sensación de bienestar.
El cambio de la manera de construir los edificios, los métodos de trabajo, y los niveles de ocupación han creado nuevos parámetros a los que los diseñadores ahora deben prestar atención. Los edificios modernos sufren cargas térmicas por varios motivos: 
- La temperatura exterior: los elementos separadores del interior de los edificios con el exterior no son impermeables al paso del calor, aunque pueden aislarse herméticamente en mayor o menor medida. En cualquier caso, el calor siempre pasa desde el ambiente más cálido al ambiente más frío tanto más deprisa cuanto mayor sea la diferencia de temperaturas entre ambos ambientes y menor el aislamiento del elemento constructivo separador.
- La radiación solar: Con el desarrollo de los nuevos edificios, las nuevas técnicas han favorecido el empleo del cristallo que es favorable en invierno, disminuyendo las necesidades de calefacción pero puede ser muy desfavorable en verano cuando la radiación solar atraviesa las superficies vidriada, produciendo un efecto invernadero.[3] El acristalamiento excesivo no es deseable en climas cálidos, aunque puede serlo en climas fríos. Incluso en cerramientos opacos, no acristalados, en verano, el sol calienta la superficie exterior aumentando el salto térmico exterior interior y, por lo tanto el paso del calor por los cerramientos opacos.
- La ventilación: La necesaria introducción de aire exterior en el edificio, para ventilación, puede modificar la temperatura interna de este, lo cual puede suponer un problema cuando el aire exterior está a temperaturas alejadas de las requeridas en el interior.
- La ocupación: El número de ocupantes aumenta en los edificios, generando cada uno entre 80 y 150 W de carga térmica, según la actividad realizada.
- La ofimática: La proliferación de aparatos electrónicos, ordenadores, impresoras, y fotocopiadoras, que forman parte de las oficinas modernas, generan cargas térmicas importantes.
- La iluminación: la iluminación es un factor de calentamiento importante. Se estima en una carga de entre 15 a 25 W/m². Muchos Grandes Almacenes modernos pueden calentarse en invierno gracias únicamente a su sistema de iluminación y al calor producido por los usuarios. Esta situación es bastante frecuente en Europa.

Evidentemente, muchas de estas cargas son favorables en invierno, pero no en verano. Todas ellas deben ser compensadas si se desea obtener un ambiente confortable en verano. El medio de asegurar esta comodidad es la climatización.

## Sistemas de climatización

### Clasificación por el alcance de la instalación
La climatización puede hacerse en un solo local (unitaria), frecuentemente con un aparato que produce y emite su energía térmica, y centralizada, en la que un aparato produce o recibe la energía térmica (calor o frío), se lleva a los locales a climatizar por medio de conducciones y se emite por medio de emisores.
- Climatización unitaria. Este sistema es muy frecuente. En calefacción se emplea con chimeneas-hogar, diferentes tipos de estufas (de carbón, de gas butano, eléctricas). Para refrigeración lo más conocido es el llamado climatizador o acondicionador de ventana.

Son en general sistemas con deficiencias importantes: en calefacción, cuando hay combustión (carbón, gas) es necesaria la entrada de aire para la combustión, aire proveniente del exterior, que está frío, y que enfría el ambiente a calefactar.
Además, en la climatización de verano, los aparatos unitarios de refrigeración no suelen tener un buen control de la humedad, por lo que pueden dar ambientes húmedos en los locales. 
En ambos casos (calefacción y refrigeración), los aparatos pequeños tienen menores rendimientos que los grandes, por lo que la suma de varios de ellos para distintos locales puede consumir más energía que uno solo, más potente, para todos ellos.
- Climatización centralizada. En este sistema de climatización pueden, a su vez, distinguirse dos posibilidades: para un pequeño usuario (vivienda, p. ej.) y para un usuario grande (un edificio completo, de cualquier dimensión).

Los sistemas más sencillos (y tradicionales) para calefacción constan de una caldera y de una red de tuberías que lleva el calor, por medio de un caloportador, a los aparatos terminales, generalmente radiadores. Los sistemas de calefacción por agua caliente pueden servir desde una instalación pequeña (de vivienda) hasta instalaciones urbanas, pasando por instalaciones de edificio y de barriada.
En refrigeración existen aparatos que tienen una parte, que comprende el compresor y el condensador, que se sitúa en el exterior y uno o varios evaporadores que se colocan en los locales a climatizar (sistemas partidos múltiples o multisplit). Suelen tener mejores rendimientos que los aparatos unitarios, pero adolecen de falta de control de la humedad ambiente.
Para sistemas de mayor tamaño, tanto de calefacción como de refrigeración, véase a continuación.

### Clasificación por el fluido caloportador
La energía térmica puede llevarse a los locales por medio de fluidos o refrigerantes, llamados caloportadores (que transportan el calor o energía térmica), y pueden ser: agua, aire o un fluido refrigerante. Se puede establecer una clasificación en función del fluido caloportador que llega a los locales. Se advierte que el aire es siempre el fluido que se trata de acondicionar, pero ello no quiere decir que sea siempre un fluido caloportador.
- Sistemas con refrigerante. El fluido refrigerante se lleva, por tuberías, a los evaporadores, situados en los locales a climatizar. La necesaria ventilación ha de hacerse por otros medios.
- Sistemas todo aire. A los locales no llega más que el aire tratado en un climatizador o UTA por medio de conductos e impulsado a través de diversos tipos de rejillas o difusores. Dado que el caudal de aire mínimo exigible para ventilación suele ser insuficiente para llevar la energía térmica necesaria, hay que implantar sistemas de mezcla de aire de retorno con el aire exterior (de ventilación o de renovación), de lo que se encarga el climatizador.
- Sistemas agua-aire. A los locales llega el aire estrictamente necesario para la ventilación, tratado en un climatizador (llamado aire primario) pero, la mayor parte del tiempo, con caudales insuficientes para transportar toda la energía térmica necesaria, de modo que se suple esa falta mediante aparatos terminales añadidos (ventiloconvectores, inductores) situados en los locales y alimentados por agua. Es este el sistema más caro de instalar, pero tiene muchas ventajas: el aire no se recircula, por lo que tampoco se recirculan olores de unos locales a otros; mejor regulación de los parámetros de cada local teniendo en cuenta muy precisamente sus necesidades específicas.
- Sistemas todo agua. A los locales no llega más que agua, que puede ser caliente o fría. Cuando solamente se trate de calor (calefacción), se utilizarían como emisores los clásicos radiadores y cuando se trate de frío (refrigeración) o cuando haya las dos posibilidades (calor y frío) se utilizarán ventiloconvectores. Hay que resaltar que en este caso será una climatización incompleta, pues la necesaria ventilación ha de hacerse por otros medios.

## Instalaciones de climatización
Una instalación de climatización puede ser completa o parcial. La climatización completa trata el aire de los ambientes en todos sus parámetros: limpieza (ventilación, filtrado), temperatura (de verano y de invierno), humedad y a veces, hasta en la presión.
Será parcial cuando no trate más que algunas de estas partes y total cuando trate de todas ellas. Un sistema parcial muy común es el de calefacción por agua caliente, ejemplo de climatización solo de invierno y que no trata el aire de ventilación. Otro, los acondicionadores de ventana, que solamente funcionan para climatización de verano y, además, no suelen hacerlo demasiado bien en lo que se refiere a la ventilación, ni a la humedad relativa del aire, cuyo control es deficiente, especialmente en climas húmedos.

### Partes de la instalación
Un sistema completo de climatización comprendería estas partes:
- Generación de energía térmica (frío y calor)
- Transporte (primario) de esa energía térmica a donde será utilizada. Este trasporte se hará generalmente por agua.
- Uso de la energía térmica, que puede ser:
  - En un climatizador: aparato de tratamiento del aire (UTA) que recibe la energía de una red de agua, caliente o fría, y, por otro lado el aire, del exterior (aire de ventilación) y que también puede ser recirculado, lo mezcla (en su caso), lo trata y lo impulsa hacia los locales a climatizar.
  - Directamente a aparatos terminales; lo que se da cuando se trata de sistemas que no integran la ventilación. Para refrigeración se utilizarían ventiloconvectores (llamados en inglés fan-coils) y para calefacción, radiadores, superficies radiantes o también ventiloconvectores.
  - Las dos cosas a la vez: climatizadores y aparatos terminales.
- Transporte (secundario) por medio de aire tratado, por conductos adecuados para llevarlo a los locales a climatizar.
- Emisión en los locales y, en caso de ser climatización por aire, difusión en los ambientes, de modo que el aire tratado alcance toda la zona considerada como "habitada" dentro de ellos.

Hay instalaciones que no tienen todos los componentes. Un ejemplo corriente de instalación reducida es la calefacción por radiadores: tiene generación térmica, trasporte primario (por agua) y aparatos terminales que emiten al ambiente (radiadores); pero no trata el aire, ni ventila (no lleva aire a los locales).

#### Generación de energía térmica

##### Modo de calefacción
Para la climatización de invierno lo más lógico es emplear un sistema de calentamiento por caldera de combustible que produce calor de modo económico y desde la que se lleva agua caliente a los climatizadores por tuberías. Y mejor todavía si la caldera es de condensación.
También puede emplearse una máquina en todo semejante a la de refrigeración por compresión, que funciona al revés: tomando calor del aire exterior de invierno, frío, y cediéndolo al aire interior, más caliente. En este caso, la máquina refrigeradora se conoce como bomba de calor. Cuando las temperaturas exteriores son relativamente benignas, el rendimiento de estos aparatos es notable y compensa los precios, generalmente más elevados, de la energía eléctrica utilizada para mover el compresor, pero en días muy fríos, con temperaturas por debajo de 4 °C, los rendimientos descienden rápidamente y llegan en seguida a ser muy deficientes. 
Los generadores denominados reversibles permiten, además, hacer el ciclo antes indicado para refrigeración y también para el proceso de calentamiento. Un generador reversible extrae el calor del aire frío (sea exterior o interior) y lo transfiere hacia el aire más caliente (interior o exterior) dependiendo de las estaciones del año. Por consiguiente, el generador reversible constituye un sistema de calefacción separado y permite calentar y refrigerar con el mismo aparato.
Recientemente ha aparecido en el mercado un sistema que llaman híbrido, que tiene una caldera y una bomba de calor. Una centralita electrónica decide cual de las dos máquinas se pone en marcha en función de las condiciones exteriores (rendimiento de la bomba de calor) y de los precios de la energía, de modo que funcione la que resulte más económica en cada momento.

##### Modo de refrigeración
El enfriamiento puede hacerse fundamentalmente por dos medios: por compresión y por absorción. Estos dos sistemas se basan en que transportan calor de un punto de menor nivel energético (el nivel se mide por la temperatura) a otro de mayor nivel, y el medio generalmente usado para este movimiento de calor es un refrigerante.
Las máquinas refrigeradoras grandes, conocidas como enfriadoras de agua, plantas refrigeradoras, equipos de refrigeración (o, en inglés, chiller), enfrían agua que después se distribuye a los climatizadores por tuberías. Los máquinas de refrigeración grandes tienen mejores rendimientos.
En el sistema conocido como partido (split o multi-split), el caloportador es el propio líquido refrigerante, que se lleva a los evaporadores de los terminales situados en los locales a climatizar. En este caso, la máquina refrigeradora es por compresión.

#### Transporte primario
Una vez producida la energía térmica, debe llevarse al punto de tratamiento de aire (UTA) o a los terminales, mediante agua por tuberías (de acero, de cobre o de materiales plásticos). A veces también mediante fluido refrigerante.
El agua puede llevarse por sistemas de dos, tres o cuatro tuberías.
- Sistema de dos tuberías.- Es el sistema más económico y el que se emplea comúnmente en las instalaciones de solo calefacción, por ejemplo, pero también en los sistemas de climatización de verano y de invierno, a condición de que solo uno de los dos sistemas funcione a la vez. Es muy adecuado para edificios de vivienda: hay unos meses de calefacción, luego unos meses de primavera, sin ningún tipo de climatización artificial, luego el verano, con refrigeración y finalmente una parte del otoño, también sin climatización, de modo que, entre una estación y otra, un simple inversor hace funcionar una u otra instalación.
- Sistemas de cuatro tuberías.- Se emplea cuando en un edificio pueden darse casos de necesidad simultánea de refrigeración en una zona y calefacción en otra. Es un caso que se da en tiempo no muy frío, en edificios con locales para diversos usos; en él, un local de reuniones multitudinarias (un salón de actos), se calentará por la emisión de las personas y requerirá refrigeración, mientras que los despachos, con poca ocupación, seguirán necesitando calefacción. Entonces se emplea el sistema de cuatro tuberías, dedicadas, por parejas (ida y retorno), a calefacción y a refrigeración, y los sistemas de regulación de cada uno de los ambientes se encargan de poner en marcha el sistema necesario en cada caso.
- Sistema de tres tuberías.- Se ha dejado para el final porque es un sistema cada vez menos utilizado. Una tubería lleva calor, otra frío, y la tercera sirve de retorno para las dos, de modo que mezcla agua fría con agua caliente. La mayoría de las normativas, celosas de conseguir ahorros de energía, prohíben el sistema, dejándolo utilizar en los contados casos en que la necesidad simultánea de calor y de frío no se da más que rara vez. Tiene las ventajas de ser más económica de instalación que la de cuatro tuberías y que, como esta, permite suministrar simultáneamente calor a unos locales y frío a otros.

#### Climatizadores. Tratamiento del aire

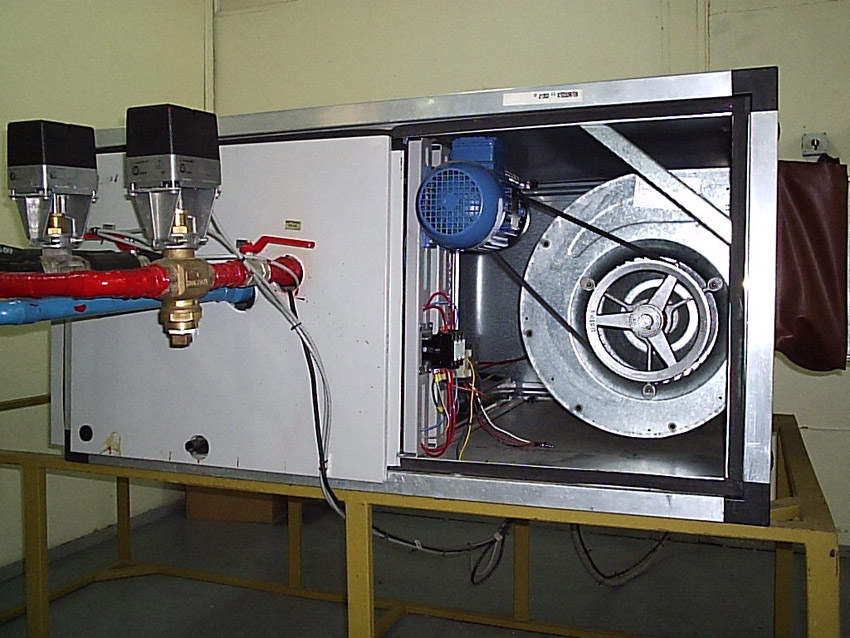
Climatizador abierto mostrando el ventilador centrífugo de impulsión. Puede verse la entrada de las tuberías del transporte primario con sus correspondientes válvulas de regulación

Un climatizador (en la normativa española, unidad de tratamiento del aire, UTA; en ciertos países americanos, unidad manejadora de aire, UMA, traducción literal del inglés, que desde el punto de vista lingüístico es un tanto impropio pues el verbo manejar implica utilizar las manos y los procesos son automáticos), es el aparato encargado de tratar el aire en todas sus vertientes e impulsarlo, bien directamente, bien por una red de distribución de aire, a los locales a climatizar. En principio, un climatizador no produce energía térmica, sino que la recibe de generadores de calor y frío específicos (caldera o máquina frigorífica), aunque a veces se llama climatizadores a ciertos aparatos que producen el frío (climatizadores de ventana).
Consta de una serie de elementos que permiten los diversos tratamientos que han de hacerse al aire. Una UTA muy completa, constaría de los dispositivos que se relacionan y explican a continuación, aunque no todos los climatizadores tienen todas las partes:
- Admisión de aire:
  - Entrada del aire de retorno, con un ventilador.
  - Expulsión de una parte del aire de retorno (en los sistemas con aire mezcla).
  - Entrada o admisión de aire exterior y caja de mezcla con el resto del aire de retorno.
- Alternativamente, sustituyendo a los tres dispositivos anteriores, puede ser una entrada de aire exterior, para sistemas de solo aire primario (o aire-agua).
- Filtros de aire.
- Baterías de calentamiento y de enfriamiento (en sistemas de dos tuberías, una sola batería)
- Humificador del aire (para climatización de invierno)
- Separador de gotas

Estos dos dispositivos y la batería de frío deben de tener una bandeja de recogida de condensaciones, con vertido a desagüe, y el humificador, suministro de agua.
- En su caso, batería de poscalentamiento.
- Ventilador de impulsión.

No todos los climatizadores tienen todos los dispositivos enumerados. Muy a menudo no tienen más que el ventilador de impulsión, especialmente los que solamente tratan el aire de ventilación, sin mezcla con el aire de retorno. La batería de poscalentamiento no se suele usar más que en sistemas que integran la calefacción o, en refrigeración, cuando el ambiente exterior es muy húmedo.

#### Transporte secundario

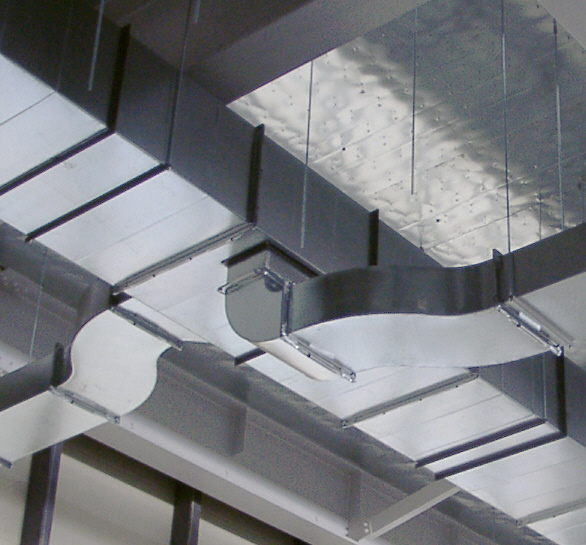
Conducto de aire con derivaciones, en una instalación de solo ventilación (no tiene aislamiento térmico)

El transporte, aquí llamado secundario, consiste en llevar la energía térmica a los locales mediante aire tratado, por conductos desde el aparato de tratamiento (climatizador).
Los conductos pueden tener sección circular o rectangular. Pueden ser de chapa galvanizada, de cobre, de planchas de fibra de vidrio y hasta de escayola. Es condición indispensable que las superficies sean lisas y fácilmente limpiables, para lo que deben tener registros de limpieza. Por regla general, los conductos de climatización han de tener un adecuado aislamiento térmico.
Como consecuencia de las últimas directivas europeas relacionadas con la eficiencia energética los conductos de climatización han de ser lo más estancos posible. Los niveles de estanquidad se clasifican desde el nivel A, el menor, al nivel máximo D. La red de conductos está formada por una mezcla de elementos de diferente tipología y forma que confieren a las instalaciones un nivel medio de estanquidad del tipo B. Construir conductos más estancos de nivel C, representaría aumentar el triple la estanquidad de los mismos, contribuyendo de forma sensible a la mejora energética de las instalaciones y al sostenimiento energético global.
A veces se emplea como conducto, especialmente en retorno del aire, el espacio sobre un falso cielorraso e incluso un pasillo (plenum).

#### Sistemas de emisión
La emisión se hace por diversos tipos de bocas de impulsión (rejillas, difusores...) desde los conductos del transporte de aire.
Cuando se trata de sistemas aire-agua, además del aire de ventilación (llamado aire primario) tratado en el climatizador, se emplean como apoyo ventiloconvectores (fan-coils) o inductores. 
Si se trata de sistemas partidos (split o multi-split), los evaporadores emiten directamente con un ventilador.
Finalmente, el aire impulsado debe difundirse por el local, de modo que alcance todo el volumen habitable, pero este tema, Difusión de aire en locales, es tan amplio que merece un artículo aparte.

## Ahorro de energía en la climatización
El costo que actualmente representa la energía es de vital importancia en una especialidad como la climatización que requiere elevados consumos, sea de energía eléctrica, sea de combustibles, por lo que su reducción representa una de las premisas básicas en los criterios de diseño.
Para ello existen numerosas tecnologías y medios, que se centran fundamentalmente en el ajuste de las necesidades, la utilización de fuentes de energía no convencionales, el incremento de la eficiencia y la recuperación de la energía residual, independientemente de utilizar equipos de alto rendimiento.
El apropiado uso del aislamiento térmico en el edificio, es un factor fundamental, dado que implica equipos de climatización menos potentes, con un consumo energético menor durante toda la vida útil del edificio. A su vez el aislamiento térmico en la propia instalación reduce al mínimo las pérdidas de calor en los equipos, unidades de tratamiento de aire y la red de conductos y tuberías de la instalación.
Por otra parte, es indispensable la adopción de soluciones arquitectónicas que tiendan a la reducción de consumo energético teniendo en cuenta el aprovechamiento de la radiación solar en invierno, protecciones (exteriores) para evitarla en verano y una adecuada carpintería en los huecos para reducir infiltraciones.
Puede ser muy conveniente analizar la automatización de los circuitos de alumbrado y el empleo de lámparas de alto rendimiento, así también como reguladores que permitan un nivel de iluminación en función de las necesidades reales.
En cuanto a medidas directamente relacionadas con la climatización propiamente dicha, hay dos:
- Enfriamiento gratuito (en inglés, free-cooling). En muchos climas cálidos (especialmente en los continentales) las noches son más frías que los días, con temperaturas inferiores a las que durante el día se mantendrán en los locales, y se puede aprovechar esta circunstancia para enfriar casi gratuitamente el edificio (con solo el consumo de los ventiladores).

Durante la noche se hacen funcionar los ventiladores de modo que extraigan el aire del interior e introduzcan el del exterior, refrescando el edificio. La masa térmica del mismo (compuesta no solo por los elementos constructivos, sino también por el mobiliario y hasta por los papeles almacenados, cosa importante en un edificio de oficinas) se enfría y al volver a ocuparlo por la mañana está en unas condiciones mejores, reduciendo el trabajo de los climatizadores.
Este sistema también puede emplearse en ciertas épocas del año, durante el día: los espacios interiores tienen cargas térmicas (ocupación, iluminación, maquinaria, soleamiento), mientras que en el exterior puede haber una temperatura adecuada, de modo que se puede climatizar directamente con el aire exterior.
- Recuperación de calor. Disponiendo adecuadamente las bocas de toma de aire exterior y de aire expulsado al exterior, pueden instalarse dispositivos recuperadores de calor, de modo que el calor del aire expulsado precaliente el aire de ventilación, en invierno, o que preenfríe el aire que entra para la ventilación, en verano.

Otro aspecto a considerar es el incremento de la eficiencia energética, mediante el fraccionamiento de la potencia de los equipos, con objeto de adaptar la producción de energía térmica a la demanda del calor del sistema, parcializando las unidades productoras a fin de conseguir en cada instante, el régimen de potencia más cercano al de máximo rendimiento.
En general, la utilización de calderas, sobre todo las de condensación, es preferible a la de un ciclo bomba de calor para calefacción y este a su vez es preferible al uso de resistencias eléctricas. 
Otra forma de ahorrar energía consiste en aprovechar el calor desprendido por los equipos de refrigeración para utilizarlo en las baterías de poscalentamiento, cuando estas sean necesarias (en climas muy húmedos, en los que hay que sobreenfríar el aire para condensar el exceso de vapor de agua y luego recalentarlo para que esté a la temperatura adecuada).

### Ahorro con fuentes exteriores de energía
Cuando se disponga de calor de una fuente residual puede emplearse para refrigeración con máquinas enfriadoras de absorción. Estas máquinas tienen un rendimiento inferior al de las máquinas por compresión, pero tienen la ventaja de poder aprovechar un calor gratuito (residual). 
Se emplea mucho esta solución en sistemas de cogeneración o trigeneración, en los cuales se produce electricidad con un alternador movido por un motor de explosión, que utiliza gas natural. El calor residual del motor puede utilizarse para calefacción en invierno y para refrigeración en verano. La trigeneración se utiliza actualmente en muchos edificios (estaciones de ferrocarril, terminales de aeropuertos, grandes superficies de venta...)
También se ahorra energía con plantas de producción de calor a escala de barriada (distrito) o de ciudad; los sistemas térmicos muy grandes funcionan con mayor rendimiento, e incluso pueden ser sistemas de trigeneración, aprovechando el calor residual de la producción de electricidad para utilizarlo directamente en calefacción y para refrigeración por un sistema de absorción.
En Barcelona hay un sistema urbano de reparto de agua fría para refrigeración. La fuente es la planta de gasificación de gas natural, que absorbe gran cantidad de calor en el proceso.